# فرضية طائفة السحرة

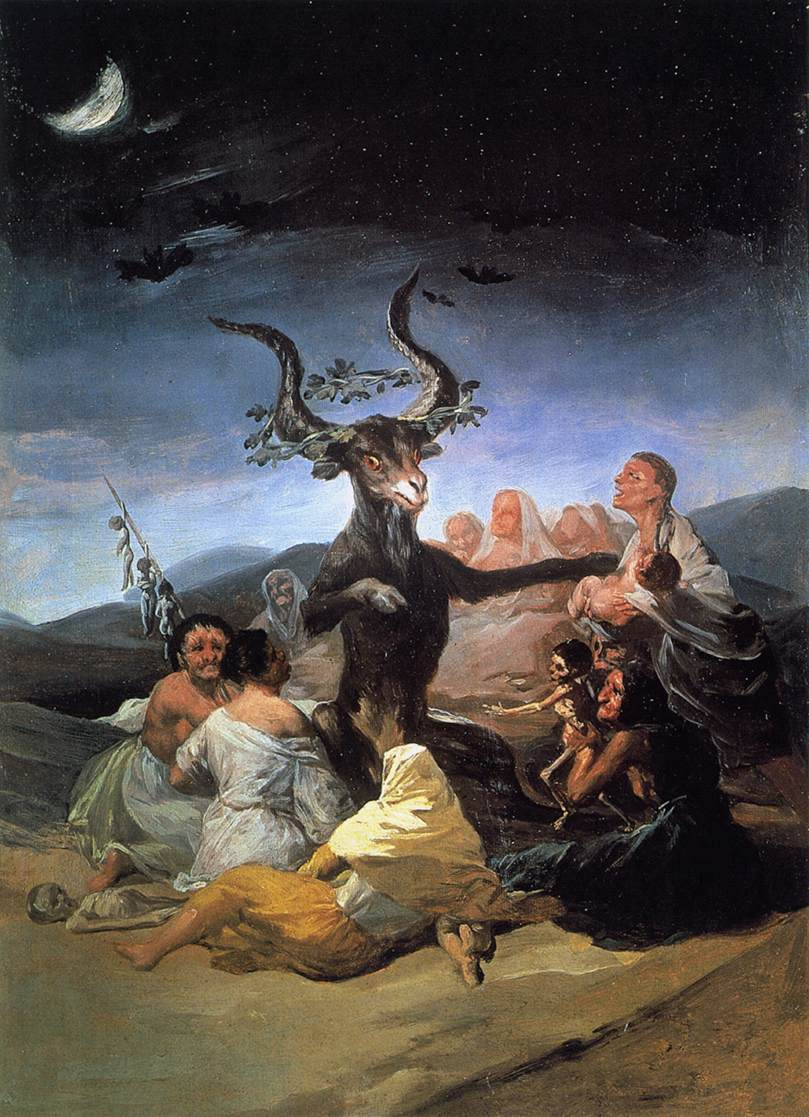

فرضية طائفة السحرة (بالإنجليزية: witch-cult hypothesis)‏ هي نظرية موصومة تقترح أن محاكمات السحرة في بواكير العصر الحديث كانت محاولة لقمع ديانة وثنية قبل مسيحية أفلتت من التنصير في أوروبا. وفقًا لمقترحي النظرية، تمحورت طائفة السحرة حول عبادة إله الخصوبة والعالم السفلي الأقْرَن، الصياد والطريدة، الذي أشار إليه المضطهِدون المسيحيون بصفة الشيطان، واشترك أتباعه بشعائر ليلية في سبت السحرة.
أطلق النظرية باحثان ألمانيان، كارل إرنست جارك وفرانز جوزيف مون، في أوائل القرن التاسع عشر، وأخذ بها كل من المؤرخ الفرنسي جول ميشليه، والناشطة النسوية الأميركية ماتيلدا جوزلين غيج، وخبير الفولكلور الأميركي تشارلز ليلاند لاحقًا في القرن نفسه. تلقت الفرضية أبرز تخريج لها عندما تبنتها عالمة المصريات مارغريت موراي، التي قدمت نسختها من النظرية في طائفة السحرة في أوروبا الغربية (1921)، قبل تبيانها بصورة إضافية في كتب مثل الرب والسحرة (1931) وفي مساهمتها في موسوعة بريتانيكا. رغم ملاقاة «النظرية المورايية» شعبية بين قطاعات الأوساط الأكاديمية وعموم الناس في أوائل ومنتصف القرن العشرين، لم يقبلها المتخصصون في محاكمات السحرة في بواكير العصر الحديث، الذين أثبتوا عدم صدقها جهارًا عبر بحث مستفيض أجروه في ستينيات وسبعينيات القرن التاسع عشر.
يعتبر المتخصصون في سحر أوائل العصر الحديث في أوروبا نظرية طائفة السحرة الوثنية تاريخًا زائفًا. هناك إجماع أكاديمي بين الخبراء بأن الأشخاص الذين اتهموا بممارسة السحر وأُعدموا نتيجة هذه التهمة في تلك الفترة لم يكونوا أتباعًا لأي ديانة، سواء كانت سابقة للمسيحية أو شيطانية في طبيعتها. يوضح النقاد أن النظرية استندت إلى استخدام عالي الانتقائية للأدلة المُقدمة في المحاكمات، ما قاد إلى تشويه محوري في الأحداث وفي أفعال كل من المتَّهمين ومتهميهِم. إضافة إلى ذلك، يُشيرون إلى أنها اعتمدت على الافتراض المغلوط بأن ما يُزعم من فعل السحرة المتَّهمين كان صحيحًا، ولم يُفسده القسر والتعذيب. يأخذون بعين الاعتبار أيضًا أنه، وبغض النظر عن المزاعم التي تقول بكون طائفة السحرة قبل مسيحية ناجية من التنصير، لا يوجد أي دليل على وجود هكذا طائفة سحرة وثنية على مدى القرون الوسطى المتداخلة.
تأثر الأدب بفرضية طائفة السحرة، وأعد منها جون بوشان، وروبيرت جريفز وآخرون أعمالًا ذات طابع خيالي. أثرت للغاية في نشأة الويكا، وهي حركة دينية وثنية معاصرة بزغت في أواسط القرن العشرين في بريطانيا، زاعمة أنها ما نجا من طائفة السحرة الوثنية. منذ ستينيات القرن التاسع عشر، ذهب كارلو غينزبرغ وباحثون أُخر إلى أن العناصر الباقية من الديانة قبل المسيحية في التراث الشعبي الأوروبي أثرت على بواكير النماذج النمطية المعاصرة للسحر، لكن ما زال الباحثون في سجال حول ما إذا كان هذا الأمر مرتبطًا بأي شكل بنظرية طائفة السحرة المورايية.

## بواكير الأسلاف المعاصرين
كانت مطاردة السحرة في القرنين السادس عشر والسابع عشر إجراءً منظمًا اتخذته السلطات في العديد من البلدان للقضاء على مؤامرة مزعومة من السحرة ظُن أنها تشكل تهديدًا على العالم المسيحي. وفقًا لهذه السلطات، كانت أعداد السحرة هائلة، وكانوا في تحالف واعٍ مع الشيطان، ما شكّل نوعًا من ديانة شيطانية مضادة. يجب التفريق بين مطاردات السحرة في هذا السياق والإيمان بالسحر، وعين الحسد، وظواهر أخرى شبيهة، أمور تعتبر سمات مشتركة لإيمان الشعوب عالميًا. إن الاعتقاد بأن السحرة ليسوا محض أشرارٍ منفردين بل متآمرون منظمون في طائفة قوية لكنها مخفية جيدًا هو سمة مميزة لمطاردة السحرة في أوائل العصر الحديث.
يعود أصل فكرة وجود طائفة سحرة منظمة إلى النصف الثاني من القرن الخامس عشر، ووُضحت جهارًا في كتاب مطرقة الساحرات الصادر عام 1486. في القرنين التاليين، تضمنت محاكمات السحرة عادةً اتهامًا لهم بالعضوية في مؤامرة شيطانية، والاجتماع في أيام السبت، وأمورًا مشابهة. لم تُهجر فكرة طائفة السحرة المنظمة إلا مع بداية عصر التنوير في أوائل القرن الثامن عشر.
اعتُبرت إفادات السحرة المتَّهمين في أوائل العصر الحديث التي «تثبت» وجود طائفة سحرة موضع شك. ذهب نورمان كون إلى أن إفادات كهذه قد انتُزعت بالتعذيب، وأن تفاصيلها حُددت بصورة أساسية وفق توقعات المستجوِبين والاشتراك الحر من طرف المتَّهم، في صورة عكست المخيلة الشعبية لتلك الأزمنة وحسب. يرى كارلو غينزبرغ وإيفا بوكس أن بعض هذه الإفادات قادرة على إعطاء فكرة عميقة عن نظام إيمان المتَّهمين. اكتشف غينزبرغ سجلات لجماعة أطلقوا على نفسهم اسم بيناندانتي، «السائرون الطيبون» الذين اعتقدوا بأنهم حاربوا السحرة (ستريغه) بوسائل سحرية. اضطُهد السائرون الطيبون بتهمة الهرطقة في الفترة الواقعة بين عامي 1575 و 1675.

## باكورة النظرية

### جارك ومون
على امتداد القرنين الثامن عشر والتاسع عشر، شاع الاعتقاد بين قطاعات الشعب الأوروبي المثقفة بعدم وجود أي طائفة سحرة أصيلة مطلقًا وأن كل الذين اضطُهدوا وأُعدموا نتيجة اتهامات كهذه كانوا أبرياء من الجرم. في هذا الوقت، طرحت شخصيتان كلٌ على حدًا احتمالية كون محاكمات السحرة متأثرة بنماذج نمطية وأعراف شعبية يعود أصلها إلى ما قبل المسيحية. زعم الإيطالي غيرولامو تارتاروتي في كتابه «عن الاجتماع الليلي للسحرة» الصادر عام 1749، أن نماذجًا نمطيةً للساحر في أوائل العصر الحديث في أوروبا كانت متأثرة باعتقادات شعبية قبل مسيحية. تكررت أفكار شبيهة عبر الباحث الألماني في التراث الشعبي جيكوب غريم في كتابه (الميثولوجيا التيوتونية)، الذي نُشر للمرة الأولى عام 1835. حيث زعم أن النموذج النمطي للساحر يعكس مزيجًا من التقاليد الشعبية قبل المسيحية والآراء المهرطقة القروسطية اللاحقة. عقب ذلك، استُشهد بكلام كل من تارتاروتي وغريم باعتبارهما - خطًا - يزعمان أن السحرة كانوا أعضاء طائفة قبل مسيحية أفلتت من التنصير.
كان كارل إرنست جارك، مدرس للقانون الجنائي في جامعة برلين، أول باحث معاصر عزز الادعاء القائل إن محاكمات السحرة قد ابتُكرت لإبادة فرقة معادية للمسيحية. حرر في عام 1828 سجلات لمحاكمة سحرة ألمانية من القرن السابع عشر بغيةَ نشرها في مجلة قانونية، وضمّن تعليقاته الشخصية النظرية. اقترح جارك أن ممارسة السحر كانت ديانة قبل مسيحية أفلتت من التنصير بين القرويين، لكنها انحدرت في النهاية إلى عبادة شيطان وشر حقيقيين، بعد أن أدانتها الكنيسة بالشيطانية. في تلك المرحلة، نبذها الجزء الأكبر من السكان، ما نتج عنه قيام المحاكمات. أزالت هذه النظرية اللائمة عن الكنيسة المسيحية بالتأكيد على أنها كانت تتصرف وفق رغبة الشعب، بينما بنفس الوقت لم تقبل تدخل الشيطان الحرفي في شؤون الإنسان الذي أنكره المتحررون العقلانيون. في عام 1832، تبنى فيليكس ميندلسون أفكارًا مشابهة إبان تأليف قطعته الأوركسترالية، ليلة فالبورجيس الأولى، حيث يتظاهر مجموعة من القرويين الوثنيين بكونهم سحرة بغية تخويف المسيحيين العازمين على تعكير صفو مهرجانات ليلة فالبورجيس الخاصة بهم.